# معاملة المثليين في أذربيجان
يواجه الأشخاص من المثليين والمثليات ومزدوجي التوجه الجنسي والمتحولين جنسياً (اختصاراً: LGBT) في أذربيجان تحديات قانونية لا يواجهها غيرهم من المغايرين جنسيا. يُعتبر النشاط الجنسي المثلي قانونيا في أذربيجان منذ 1 سبتمبر 2000. ومع ذلك، فإن التمييز على أساس كل من التوجه الجنسي والهوية الجندرية ليس محظورًا في البلاد، ولا يتم الاعتراف بزواج المثليين.
في عام 2016، صنّف الفرع الأوروبي للمؤسسة الدولية للمثليين والمثليات ومزدوجي التوجه الجنسي والمتحولين جنسيا وثنائيي الجنس (ILGA - Europe) أذربيجان على أنها أسوأ مكان (49 من 49) في أوروبا لكون الشخص من مجتمع الميم، مشيرة إلى «الغياب شبه التام للحماية القانونية» للأشخاص من مجتمع الميم. في عام 2017، الفرع الأوروبي للمؤسسة الدولية للمثليين والمثليات ومزدوجي التوجه الجنسي والمتحولين جنسيا وثنائيي الجنس (ILGA - Europe) مرة أخرى أذربيجان كأسوأ بلد في أوروبا بالنسبة لحقوق المثليين، حيث حصلت البلاد على درجة نهائية قدرها 5%. في سبتمبر/أيلول 2017، ظهرت تقارير تفيد بأن 100 شخص على الأقل من مجتمع المثليين في باكو قد تم اعتقالهم، ظاهريًا كجزء من حملة على الدعارة. وذكر النشطاء أن هؤلاء المعتقلين تعرضوا للضرب والاستجواب والفحوص الطبية القسرية والابتزاز.
يواجه مجتمع الميم معدلات عالية من العنف والتحرش والتمييز.

## تاريخ وقانونية النشاط الجنسي المثلي
لم يكن لجمهورية أذربيجان الديمقراطية بعد استقلالها عن روسيا عام 1918 أي قوانين ضد المثلية الجنسية. وعندما أصبحت أذربيجان جزء من الاتحاد السوفيتي عام 1920، وضعت قوانين مُجرِّمة للعلاقات الجنسية بين الرجال ولكن نادرا ما كانت يتم تطبيقها. وعلى الرغم من قيام فلاديمير لينين بإلغاء تجريم المثلية الجنسية في الاتحاد السوفيتي (تم إلغاء النظام القانوني القيصري ضمنيا، وبالتالي عدم تجريم السدومية)، أصبحت العلاقات الجنسية المثلية (وهو ما يسمى بشكل غير صحيح حب الغلمان في القوانين، وليس مصطلح السدومية الدقيق) جريمة يعاقب عليها القانون في جمهورية أذربيجان الاشتراكية السوفيتية عام 1923، ووصلت عقوبة العلاقات الجنسية المثلية للسجن مدة خمسة سنوات بالنسبة للبالغين بالتراضي، أما في حال وجود تهديد أو إجبار بالقوة فتصل حينها مدة عقوبة السجن إلى ثمانية سنوات.
ألغت أذربيجان القوانين السوفيتية المعادية للمثلية عام 2000، وذلك بعد نيل البلاد لاستقلالها عام 1991. نقلت صحيفة «أذربيجان» وهي الصحيفة الرسمية للجمعية الوطنية في عدد خاص صدر في 28 مايو 2000 بأن الجمعية وافقت على قانون جنائي جديد وأن الرئيس حيدر علييف وقَّع مرسوماً يجعله قانوناً بدءاً من 1 سبتمبر 2000. وكان إلغاء المادة رقم 121 من بين الشروط الموضوعة لأذربيجان من أجل انضمامها إلى مجلس أوروبا حيث التزمت بذلك وأبطلت المادة عام 2000، وبذلك أصبحت أذربيجان بتاريخ 25 يناير عام 2001 العضو ال43 في مجلس أوروبا بعد وفائها بالشروط المحددة.
أصبحت السن القانونية للنشاط الجنسي المثلي والنشاط الجنسي المغاير متساوية على سن 16 عامًا.

## الاعتراف القانوني بالعلاقات المثلية
لا يتم الاعتراف قانونيا بالشركاء المثليين. لا يتم السماح بزواج المثليين والاتحاد المدني.

## الهوية الجندرية والتعبير عنها
لا تمتلك أذربيجان أي تشريع يمكّن المتحولين جنسياً من تغيير جنسهم بشكل قانوني في مستنداتهم الرسمية. ومع ذلك، يُسمح للأشخاص المتحولين جنسياً بتغيير اسمهم بحيث يطابق هويتهم الجندرية.

## التبرع بالدم
يمكن للجميع التبرع بالدم. لا يتم منع أي جماعة اجتماعية أو عرقية بموجب القانون من التبرع.

## ظروف الحياة

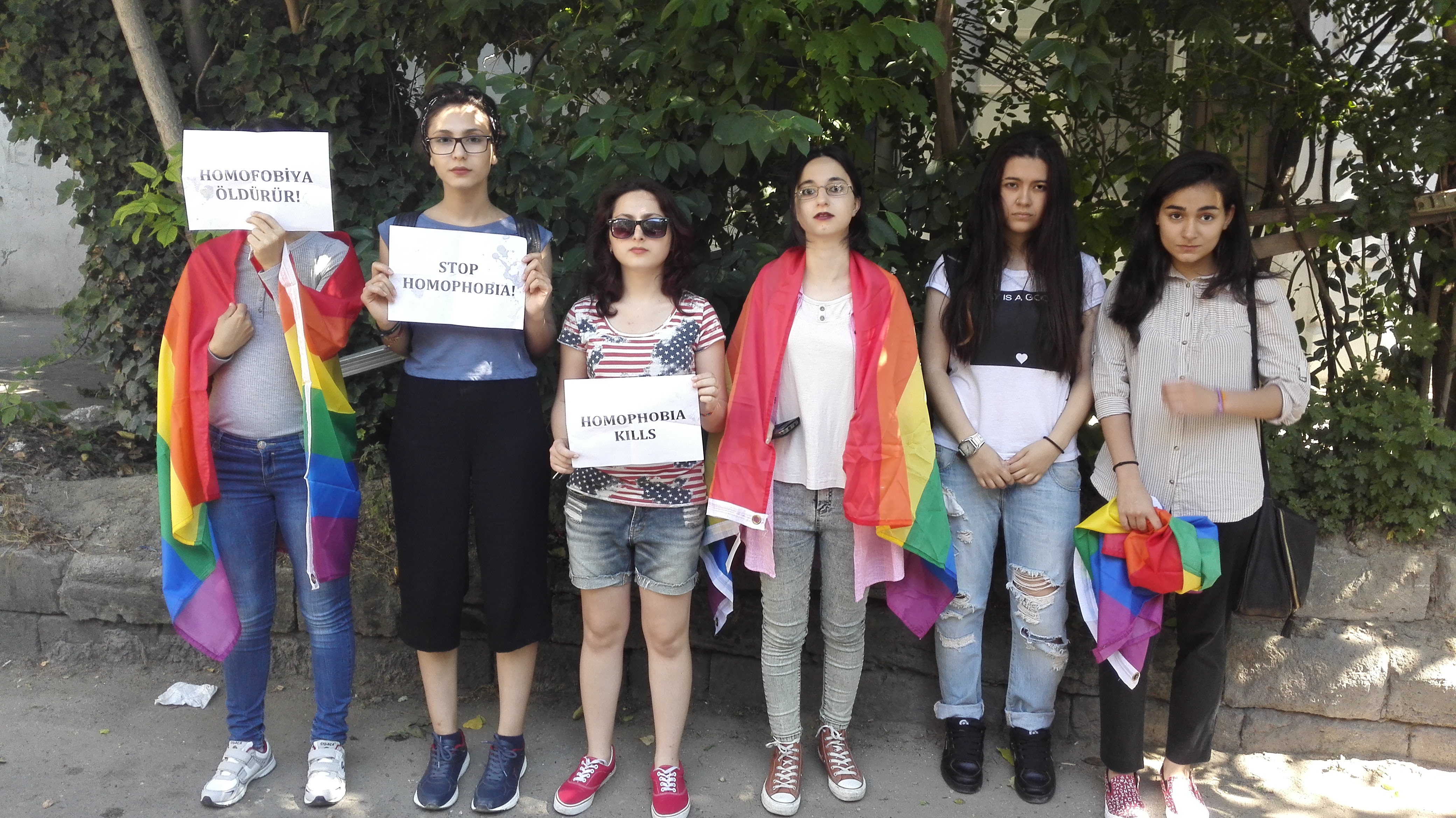
شباب يحيون ذكرى ضحايا الهجوم على نادي ليلي في أورلاندو أمام السفارة الأمريكية في باكو في 14 يونيو 2016

أذربيجان بلد علماني إلى حد كبير مع أغلبية مسلمة تعتبر واحدة من أقل السكان الممارسين للطقوس الدينية. يرجع السبب وراء رهاب المثلية في الغالب إلى قلة المعرفة بالمثلية الجنسية، وكذلك بسبب «التقاليد القديمة». غالبًا ما لا يمكن لعائلات الأشخاص المثليين أن يتصالحوا مع الحياة الجنسية لأولئك الأشخاص، خاصةً في المناطق الريفية. يؤدي الإفصاح عن الميول المثلية في كثير من الأحيان يؤدي إلى العنف أو النبذ من قبل الأسرة أو زواج المغايرين.
كانت هناك شائعات عن عرض للمثليين تم تنظيمه في الوقت المناسب لمسابقة الأغنية الأوروبية 2012، والتي استضافتها أذربيجان. تسبب هذا في خلاف في المجتمع بسبب وجهات نظر المعادية للمثليين، لكنه حصل على دعم نشطاء حقوق الإنسان الأذربيجانيين. كما تسبب وجود المسابقة في أذربيجان في توترات دبلوماسية مع إيران المجاورة. أدان رجال الدين الإيراني آية الله محمد مجتهد شبستري وآية الله جعفر السبحاني أذربيجان بسبب «السلوك المعادي للإسلام»، مدعين أن أذربيجان ستستضيف فخرا للمثليين. أدى ذلك إلى احتجاجات أمام السفارة الإيرانية في باكو، حيث حمل المتظاهرون شعارات تسخر من القادة الإيرانيين. وقال علي حسنوف، رئيس قسم القضايا العامة والسياسية في إدارة الرئيس الأذربيجاني، إن مزاعم فخر المثليين ليست صحيحة، وحذر إيران من التدخل في الشؤون الداخلية لأذربيجان. رداً على ذلك، استدعت إيران سفيرها من باكو، في حين طالبت أذربيجان باعتذار رسمي من إيران لتصريحاتها فيما يتعلق باستضافة باكو لمسابقة الأغنية الأوروبية، ثم استدعت لاحقًا سفيرها من طهران.

### المجتمع

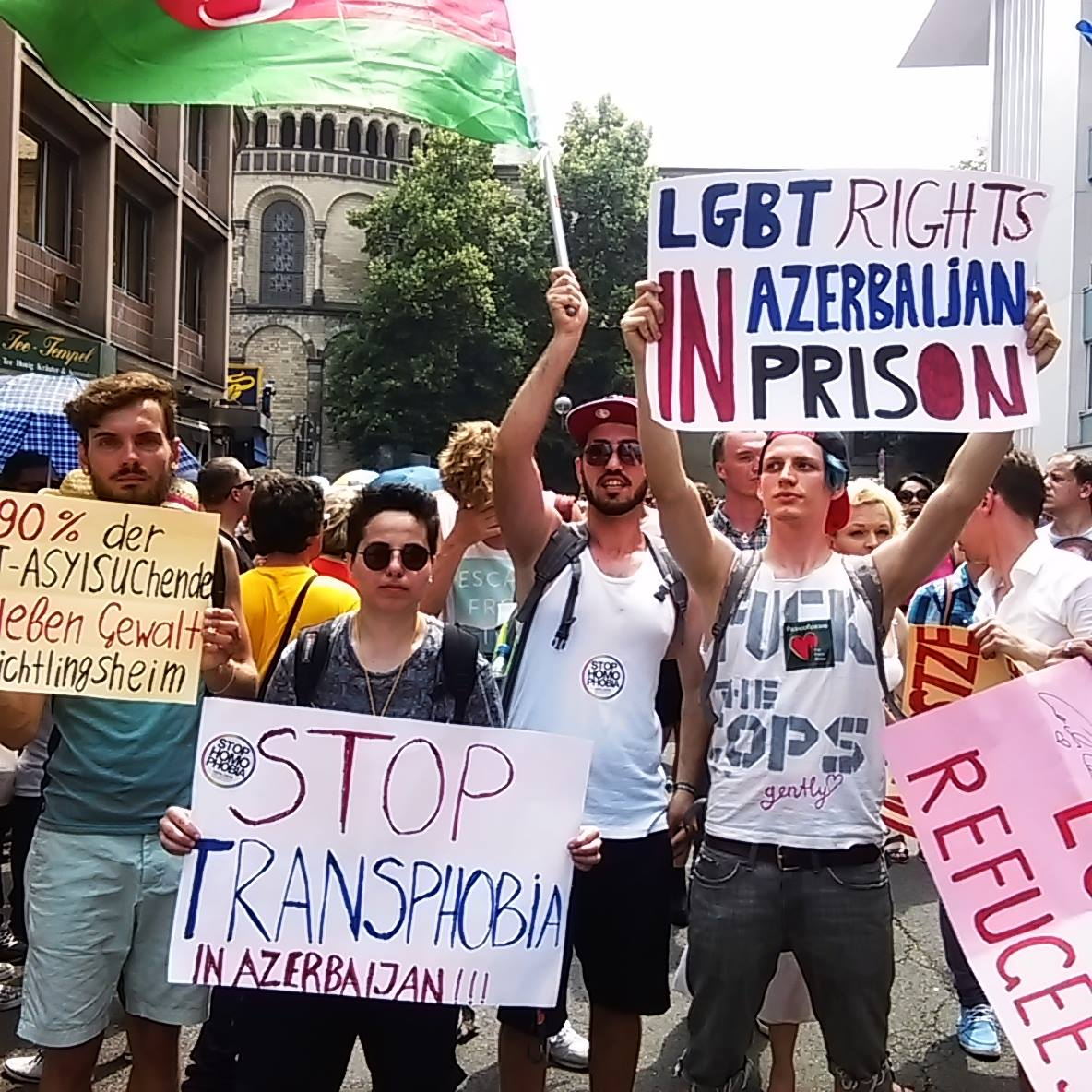
نشطاء يحتجون على انتهاكات حقوق المثليين في أذربيجان خلال تجمع عام 2015 في ألمانيا

كما هو الحال في معظم بلدان ما بعد الحقبة السوفيتية الأخرى، لا تزال أذربيجان مكانًا يُنظر فيه إلى المثلية الجنسية كقضية محاطة بالارتباك. لا يكاد يكون هناك أي معلومات موضوعية أو صحيحة حول الجوانب النفسية، والاجتماعية والقانونية للمثلية الجنسية في أذربيجان، وكانت النتيجة أن الغالبية العظمى من المجتمع ببساطة لا يعرف ما هي المثلية الجنسية.
«الإفصاح عن الميول المثلية» وكون الشخص من مجتمع الميم علنا أمرا نادرا، ويخاف هؤلاء من العواقب. وهكذا يعيش كثيرون حياة مزدوجة، مع شعور البعض بالخجل الشديد من كونهم مثليين. يمكن لأولئك المستقلين مالياً والذين يعيشون في باكو، أن يعيشوا حياة آمنة كشخص من مجتمع المثليين، طالما أنهم «يمارسون» المثلية الجنسية في مجالهم الخاص. لا توجد أي حركة سياسية للمثليين، لكن هناك وعي بين بعض نشطاء حقوق الإنسان وحقوق المثليين بالحاجة إلى منظمة تدافع عن حقوق المثليين وتحميهم.
وعلى الرغم من كون النشاط الجنسي المثلي بالتراضي بين البالغين من الرجال قانوني وغير مجرم إلا أن التقارير حول انتهاكات الشرطة استمرت ضد المثليون، وذلك أساسا البغايا الذكور. أثناء شكواهم من أعمال العنف ضدهم، يفضل الضحايا عدم الكشف عن هويتهم خوفًا من الانتقام من جانب الشرطة.

### وسائل الإعلام
تم إطلاق الموقع الإخباري الأول للأشخاص المثليين في أذربيجان رسلان بالوخلين في 25 مايو 2011: gay.az.
يضمن الدستور الأذربيجاني حرية التعبير للجميع بكل أشكال التعبير. تأسس مجلس الصحافة الأذربيجاني في عام 2003. ويتعامل المجلس مع الشكاوى وفقًا لقواعد سلوك الصحافة. من غير المعروف ما إذا كان المجلس قد قام بتقييم شكاوى المضايقات التي قدمتها وسائل الإعلام التي تسيطر عليها الدولة باستخدام المثلية الجنسية كأداة لمضايقة وتشويه منتقدي الحكومة.
نجحت المنظمات غير الحكومية لحقوق الإنسان في أذربيجان في رفع مستوى الوعي بحياة المثليين الأذريين.
أول مجلة للمثليين على الإنترنت، «مجلة الأقلية» Minority Magazine التي أسسها صمد إسماعيلوف في ديسمبر 2015. وتغطي المجلة قضايا تعليمية وترفيهية وحديثة عن المثليين. بدأت المجلة العمل كمنظمة غير حكومية في أغسطس 2017.

### فيلم
قام ناشط من المثليين ومؤسس مجلة الأقلية، صمد إسماعيلوف، بعمل فيلم وثائقي عن رجل متحول جنسيًا من أذربيجان يدعى سيباستيان. يركز الفيلم على تحديات سيباستيان ومخاوفه وأحلامه حول المستقبل. تم تصويره في ولاية أوهايو في الولايات المتحدة. تم عرض الفيلم لأول مرة في باكو في 25 نوفمبر 2017، بدعم من السفارة الهولندية. حضر حوالي 80 شخصًا الفيلم وشاركوا في مناقشات حول مواضيع المثليين بعد الفيلم.

### الأدب
في عام 2009، ألف علي أكبر كتابا اسمه آتروش وزائور الذي يركز على قصة حب مثلية بين رجل أرمني وأذريبيجاني. وفقا لأكبر، يعتبر كون الشخص أرمني ومثلي الجنس من التابوهات الرئيسية في المجتمع الأذربيجاني.

### انتحار عيسى شاهمرلي
في كانون الثاني/يناير 2014، انتحر عيسى شاهمرلي، وهو رجل مثلي الجنس علنا ومؤسس «آزاد إل جي بي تي» (بالإنجليزية: AZAD LGBT)‏، عن طريق شنق نفسه بعلم قوس قزح. في وقت وفاته، كان عيسى عاطلاً عن العمل، ومدانًا، ومطرودا من قبل عائلته التي اعتبرت أنه «مريض». ترك شاهمرلي تدوينة على فيسبوك يلقي فيها باللوم على المجتمع لموته. عثر أصدقاءه على جثته بعد ذلك بوقت قصير.
أثار انتحار شاهمرلي زيادة في نشاط المثليين في أذربيجان. تم الاحتفال بيوم وفاته باسم «يوم فخر المثليين» ("LGBT Pride Day") وتم تكريمه في عام 2015 بإصدار عدة مقاطع فيديو.

### منظمات المثليين
اعتبارًا من عام 2015، هناك 3 منظمات للمثليين في أذربيجان:
- المساواة بين الجنسين والتنمية (بالإنجليزية: Gender and Development)‏ (بالأذرية:  Gender və Tərəqqi İctimai Birliyi)، التي أنشئت في عام 2007 وتنفذ مشاريع محلية بالتعاون مع وزارة الصحة الأذريبجانية.[17][25]

- تحالف نيفس أذربيجان للمثليين والمثليات ومزدوجي التوجه الجنسي والمتحولين جنسيا (بالإنجليزية: Nefes LGBT Azerbaijan Alliance)‏ (بالأذرية: Nəfəs LGBT Azərbaycan)، الذي أنشئ في عام 2012. وقد نفذ العديد من المشاريع، بما في ذلك جزء من دراسة استقصائية دولية وعقد محادثات منتظمة مع وفد الاتحاد الأوروبي إلى أذربيجان وسفارات أوروبية أخرى بشأن الصعوبات التي يواجهها المثليون ووضعهم في أذربيجان.[34]

- «آزاد إل جي بي تي» (بالإنجليزية: AZAD LGBT)‏، التي أنشأها عيسى شاهمرلي في عام 2012. تركز أزاد على التعليم والتمثيل الإعلامي الأفضل في أذربيجان. في عامه الأول، أدار العديد من المشاريع بما في ذلك تنظيم ليالي أفلام المثليين في العاصمة باكو. حضر هذه الليالي السينمائية عالم نفسي محلي ساعد في طرح الأسئلة والأجوبة بعد الأفلام.

في عام 2014، بعد انتحار عيسى شاهمرلي، نظمت أزاد سلسلة من مشاريع الصور والفيديو. في عام 2015، أطلقت آزاد موقعًا إلكترونيًا يوفر أدوات تعليم المثليين على الإنترنت مجانًا.
توجد أيضًا حملات أو مجلات أخرى على الإنترنت.
- Gay.az ، أول بوابة معلومات للأشخاص المثليين في أذربيجان.
- الحب هو الحب، هي حملة صور على الإنترنت مصممة لتوفير الدعم لمجتمع المثليين في أذربيجان.[36]
- Reng في ذكرى عيد ميلاد عيسى، أنتجت أزاد نسخة مصورة من العديد من كتابات عيسى.
- مجلة الأقلية، وتغطي القضايا التعليمية والترفيهية والحالية حول الناس المثليين.[29]

## تقارير حقوق الإنسان

### تقرير وزارة الخارجية الأمريكية لعام 2017
في عام 2017، أبلغت وزارة الخارجية الأمريكية ما يلي، فيما يتعلق بوضع حقوق المثليين في أذربيجان:
- «أهم قضايا حقوق الإنسان شملت القتل غير القانوني أو التعسفي؛ التعذيب؛ ظروف السجن القاسية والتي تهدد الحياة في بعض الأحيان؛ الاعتقال التعسفي؛ عدم استقلال القضاء؛ السجناء السياسيون؛ تجريم القذف؛ الاعتداءات الجسدية على الصحفيين، التدخل التعسفي في الخصوصية؛ التدخل في حريات التعبير والتجمع وتكوين الجمعيات من خلال التخويف والسجن بتهم مشكوك فيها وإساءة معاملة بدنية قاسية لنشطاء وصحفيين وشخصيات معارضة علمانية ودينية وحظر المواقع الإلكترونية وفرض قيود على حرية التنقل لعدد متزايد من الصحفيين والناشطين؛ والقيود الشديدة على المشاركة السياسية؛ والفساد الحكومي النظامي؛ واحتجاز الشرطة وتعذيبهم، للمثليين والمثليات ومزدوجي التوجه الجنسي والمتحولين جنسياً وثنائيي الجنس (LGBTI)؛ وأسوأ أشكال عمل الأطفال، والتي بذلت الحكومة الحد الأدنى من الجهود للقضاء عليها».[37]
- التعذيب وغيره من ضروب المعاملة أو العقوبة القاسية أو اللاإنسانية أو المهينة

«على سبيل المثال، أفاد المثليون والمثليات ومزدوجو التوجه الجنسي والمتحولون جنسياً وثنائيو الجنس (LGBTI) المعتقلين في سبتمبر/أيلول بأن الشرطة هددتهم بالاغتصاب، وفي بعض الحالات قاموا باغتصابهم بالهراوات. لم تنشر مثل هذه التهديدات».
أعمال العنف والتمييز وغيرها من الانتهاكات القائمة على التوجه الجنسي والهوية الجندرية

"توجد قوانين لمكافحة التمييز ولكنها لا تشمل على وجه التحديد المثليين والمثليات ومزدوجي التوجه الجنسي والمتحولين جنسياً وثنائيي الجنس (LGBTI).

في أكتوبر/تشرين الأول، ذكرت وسائل الإعلام ومحامو حقوق الإنسان أنه منذ منتصف سبتمبر/أيلول، ألقت الشرطة القبض على 83 رجلاً يُفترض أنهم من المثليين أو المتحولين جنسياً، كما قاموا بتعذيبهم. ما إن يتم احتجازها، قامت الشرطة بضرب المحتجزين وتعرضهم لصدمات كهربائية للحصول على رشاوى ومعلومات عن الرجال المثليين الآخرين (انظر القسم 1.ج). بحلول 3 أكتوبر/تشرين الأول، كان قد تم إطلاق سراح الكثير من المحتجزين، بعد أن حُكم عليهم بالسجن لمدة تتراوح بين 20 و 45 يومًا، وغرامة تصل إلى 200 مانات (117 دولارًا)، أو كلاهما. في 2 أكتوبر/تشرين الأول، أصدرت وزارة الشؤون الداخلية ومكتب المدعي العام بيانًا مشتركًا نفى فيه أن الاعتقالات تستند إلى الهوية الجندرية أو التوجه الجنسي.

نقلت منظمة غير حكومية محلية أن هناك العديد من حوادث وحشية الشرطة ضد الأفراد على أساس التوجه الجنسي ولاحظت أن السلطات لم تحقق مع المسؤولين أو تعاقبهم. كانت هناك أيضًا تقارير عن عنف قائم على الأسرة ضد الأشخاص المثليين والمثليات ومزدوجي التوجه الجنسي والمتحولين جنسياً وثنائيي الجنس (LGBTI)، وخطاب يحض على الكراهية ضد الأشخاص المثليين والمثليات ومزدوجي التوجه الجنسي والمتحولين جنسياً وثنائيي الجنس (LGBTI)، ومنشورات معادية على فيسبوك على حسابات شخصية عبر الإنترنت. أفاد النشطاء أن المثليين والمثليات ومزدوجي التوجه الجنسي والمتحولين جنسياً وثنائيي الجنس (LGBTI) يتم طردهم بانتظام من قِبل أصحاب العمل إذا كان توجههم الجنسي/هويتهم الجندرية معروفة. أفاد أحد الأفراد بأن الجيش لم يسمح للأشخاص المثليين والمثليات ومزدوجي التوجه الجنسي والمتحولين جنسياً وثنائيي الجنس (LGBTI) بالخدمة ومنحهم التأجيل من التجنيد لأسباب مرضية عقلية.

عادةً ما يرفض الأفراد المثليون والمثليات ومزدوجو التوجه الجنسي والمتحولون جنسياً وثنائيو الجنس (LGBTI) تقديم شكاوى رسمية من التمييز أو سوء المعاملة إلى هيئات إنفاذ القانون بسبب الخوف من الوصمة الاجتماعية أو الانتقام. أفاد النشطاء بعدم مبالاة الشرطة بالتحقيق في الجرائم المرتكبة ضد أفراد مجتمع المثليين.
التمييز فيما يتعلق بالتوظيف والمهنة

«حدث التمييز في العمل والمهنة أيضًا فيما يتعلق بالتوجه الجنسي. أفاد الأشخاص المثليون والمثليات ومزدوجو التوجه الجنسي والمتحولون جنسياً وثنائيو الجنس (LGBTI) أن أرباب العمل وجدوا أن هناك أسبابًا أخرى لطردهم لأنهم لا يستطيعون فصل أحدهم قانونيًا بسبب توجهه الجنسي».

## ملخص
| قانونية النشاط الجنسي المثلي                                                             | (قانوني منذ عام 2000)                                              |
| المساواة في السن القانوني للنشاط الجنسي                                                  | (قانوني منذ عام 2000)                                              |
| قوانين مكافحة التمييز في التوظيف                                                         | No                                                                 |
| قوانين مكافحة التمييز في توفير السلع والخدمات                                            | No                                                                 |
| قوانين مكافحة التمييز في جميع المجالات الأخرى (تتضمن التمييز غير المباشر، خطاب الكراهية) | No                                                                 |
| قوانين جرائم الكراهية تشمل التوجه الجنسي والهوية الجندرية                                | No                                                                 |
| زواج المثليين                                                                            | No                                                                 |
| الاعتراف القانوني بالعلاقات المثلية                                                      | No                                                                 |
| تبني أحد الشريكين للطفل البيولوجي للشريك الآخر                                           | No                                                                 |
| التبني المشترك للأزواج المثليين                                                          | No                                                                 |
| يسمح للمثليين والمثليات ومزدوجي التوجه الجنسي بالخدمة علناً في القوات المسلحة             | No                                                                 |
| الحق بتغيير الجنس القانوني                                                               | (يمكن للأشخاص المتحولين جنسيا تغيير اسمهم ولكن ليس جنسهم القانوني) |
| علاج التحويل محظور على القاصرين                                                          | No                                                                 |
| الحصول على أطفال أنابيب للمثليات                                                         | No                                                                 |
| الأمومة التلقائية للطفل بعد الولادة                                                      | No                                                                 |
| تأجير الأرحام التجاري للأزواج المثليين من الذكور                                         | No                                                                 |
| السماح للرجال الذين مارسوا الجنس الشرجي بالتبرع بالدم                                    | Yes                                                                |